# Tribunal de Tuteles (Índia)
El Tribunal de Tuteles (en anglès, Court of Wards) va ser un òrgan jurídic creat per la Companyia de les Índies Orientals segons un model similar al Tribunal de Tuteles i Lliurees (en anglès, Court of Wards and Liveries) que havia existit a Anglaterra des de 1540 fins a 1660. El seu propòsit era protegir els hereus i les seves finques quan es considerava que l'hereu era menor d'edat i, per tant, incapaç d'actuar independentment. Les finques serien gestionades en nom de l'hereu, que també seria educat i alimentat a través de les oficines del Tribunal per tal d'assegurar-se que adquirís les habilitats necessàries per gestionar la seva herència de forma independent. En circumstàncies normals, el control de les finques tornaria a l'hereu quan arribés a la majoria d'edat.
Els governants de l'Índia disposaven d'algunes disposicions informals per a la protecció física dels seus joves hereus abans del control europeu de grans parts del subcontinent, com exemplifica Humayun que va deixar el seu fill petit a la cura del seu germà Askari, tot i que els dos havien tingut una relació amarga. Philip Francis, membre del Consell de Bengala, va reconèixer la utilitat de crear una Court of Wards al país ja el 1773, però no va ser fins a l'agost de 1797 que Governador general, Sir John Shore, establí la institució de manera definitiva.
El tribunal tenia facultats de supervisió sobre les finances i la criança dels hereus de les finques, en cas que un propietari de finques morís o fos incapacitat. Els seus poders s'estenien fins a permetre al tribunal escollir diferents hereus, dissoldre successions i prendre el control directe de les finques, fins i tot prendre el control sobre les terres i els ingressos que es cregués necessari per protegir els interessos dels britànics. Posteriorment es van establir institucions similars en altres àrees controlades per la Companyia de les Índies Orientals (Assam, la Presidència de Bombai, les Províncies Centrals, la Província de la Frontera Nord-Oest, Orissa, el Panjab, el Sindh i les Províncies Unides d'Agra i Oudh) i van ser emulades per governants com ara el raja del samasthan de Gadwal. Menys similar era el cos creat per servir a l'estat príncep autogovernat del Nizam de Hyderabad.
El Tribunal de Tuteles va continuar a l'era del Raj britànic. Els estats de vegades van acollir amb satisfacció la intervenció del tribunal perquè l'administració de les autoritats britàniques, que invertien els fons amb prudència, tenia la tendència a augmentar la seva posició econòmica. Sovint es gestionaven malament abans de la participació del tribunal perquè els sistemes complexos, influïts tant pel nepotisme com pel suborn, afectaven dramàticament els ingressos de les famílies governants. El sistema burocràtic introduït pel Tribunal, els funcionaris del qual no tenien cap vincle amb la zona, resolia el problema. Per altra banda el fet que tots els esforços se centressin en la recerca de la millor gestió en benefici dels propietaris feia que, sovint, no es consideressin les conseqüències per als inquilins.